# Parliamone... sabato
Parliamone... sabato è stato un programma televisivo italiano, in onda su Rai 1 il sabato dalle 16:40 alle 18:45 con la conduzione di Paola Perego, a partire dal 10 settembre 2016 fino al 18 marzo 2017. Il 20 marzo 2017 ne è stata decisa la soppressione.

## La trasmissione
Parliamone... sabato, spin-off de La vita in diretta, è stato ideato in seguito dalla cancellazione di Sabato in. Il programma era il diretto competitor di Verissimo in onda alla stessa ora su Canale 5. Il contenitore d'infotainment era basato sulle storie della gente comune, sulle interviste a personaggi del mondo dello spettacolo e dai dibattiti con opinionisti ed ospiti in studio su temi d'attualità e di costume.

### Lo scandalo e la chiusura
Nella puntata trasmessa il 18 marzo 2017 il programma affronta il tema delle preferenze degli uomini italiani per le donne straniere, in particolare quelle dell'Est Europa; in tale contesto viene mostrato un elenco di 6 motivi per i quali gli uomini italiani preferirebbero le donne dell'Est Europa. La puntata provoca lo scoppio di un vero e proprio scandalo: il programma viene accusato di sessismo e razzismo, e diverse personalità pubbliche, tra cui la scrittrice Silvia Ballestra, il presidente della commissione di vigilanza Rai Roberto Fico e la presidente della Camera dei deputati, Laura Boldrini, chiedono immediati e drastici provvedimenti.
Il 20 marzo la presidente della Rai Monica Maggioni, il direttore generale Antonio Campo Dall'Orto e il direttore di Rai 1 Andrea Fabiano presentano le scuse ufficiali dell'azienda, definendo il fatto come un errore folle ed inaccettabile. Nello stesso pomeriggio la dirigenza Rai ha annunciato l'immediata cancellazione del programma.

## Sigla
La sigla del programma era la canzone Il sabato fa così dei La Rua.